# Celebesmakak
Celebesmakak eller svart sulawesimakak (Macaca nigra) är en primat i familjen markattartade apor (Cercopithecidae) som förekommer på nordöstra Sulawesi (även kallad Celebes) och mindre öar i samma region.

## Utseende
Individerna når en kroppslängd mellan 44 och 60 cm (huvud och bål), där hannarna är något större än honorna. Svansen är endast en till tre centimeter lång. Med en vikt mellan 5,9 och 10,4 kg är hannar betydligt tyngre än honor som når 3,6 till 5,5 kg. Pälsen har en svart färg och den nakna stjärten är påfallande rosa. Det långdragna svarta ansiktet saknar nästan hår och ögonen är bruna. På hjässan finns en kännetecknande hårtofs.

## Utbredning och habitat
Habitatet utgörs av regnskog. Arten lever i nordöstra delen av den indonesiska ön Sulawesi samt på mindre öar som Pulau Manadotua och Pulau Talise. På vissa små öar är det oklart om primaten finns kvar, men det är känt att arten är introducerad på ön Bacan.

## Ekologi
Celebesmakak lever i flock. Tidigare hade grupperna upp till 100 medlemmar men idag är antalet färre. För kommunikationen har de olika läten och ansiktsmimik. Flocken delar sig vanligen när de letar efter föda. De äter frukter och mindre djur, såsom insekter, möss och ödlor.
Honor kan para sig hela året och när de är parningsberedda är deras stjärt uppsvullen. De parar sig vanligen bara med flockens alfahanne. Efter dräktigheten som varar 5,5 månader föds i allmänhet ett enda ungdjur. Efter fyra till sex år är ungarna könsmogna. Livslängden går upp till 25 år.

## Celebesmakak och människor
Celebesmakak hotas främst av jakt samt av habitatförstörelse. Den internationella naturvårdsunionen (IUCN) uppskattar att beståndet minskade med 90 procent under de senaste 25 åren ( det vill säga tre generationer) och listar arten som akut hotad (CR).
Vid bedömningen av artens bevarandestatus togs inte de introducerade celebesmakakerna på Bacan i beaktande. Deras population uppskattas till 100 000, och de betraktas där som ett skadedjur.

### Upphovsrätt
2011 reste naturfotografen David Slater till Indonesien för att fotografera celebesmakaker, och under hans förberedelser så smet en hona iväg med Slaters kamera och lyckades ta flera bilder. Visserligen var de flesta oanvändbara, men en del visade tydligt makaken i fråga, vilka Slater senare distribuerade som en "apas selfie". En medarbetare på Wikipedia laddade upp bilderna till Wikimedia Commons under premissen att eftersom apan tog fotografierna och eftersom djur inte kan inneha upphovsrätt enligt amerikansk upphovsrättslag så är fotografierna public domain.

Slater lämnade in en begäran om att avlägsna fotografierna från Wikimedia Commons, eftersom fotografierna som finns i public domain påverkar hans förmåga att samla in royalty på fotografierna. 2014 avslog Wikimedia Foundation hans krav på upphovsrätt.

Slater berättade för BBC News att han lidit ekonomisk skada till följd av Wikipedia-fallet och sade: "I made £2,000 [för den bilden] in the first year after it was taken. After it went on Wikipedia all interest in buying it went. It's hard to put a figure on it but I reckon I've lost £10,000 or more in income. It's killing my business."

Slater citerades följande av The Daily Telegraph: "What they don't realise is that it needs a court to decide [upphovsrätten]".